# Scytodes clavata
Scytodes clavata là một loài nhện trong họ Scytodidae.
Loài này thuộc chi Scytodes. Scytodes clavata được Pierre L. G. Benoit miêu tả năm 1965.